# Орасіо де ла Пенья
Орасіо де ла Пенья (ісп. Horacio de la Peña; нар. 1 серпня 1966) — колишній аргентинський тенісист.
Найвищу одиночну позицію світового рейтингу — 31 місце досяг 6 квітня 1987, парну — 53 місце — 22 квітня 1991 року.
Здобув 4 одиночні та 6 парних титулів.
Найвищим досягненням на турнірах Великого шолома було 4 коло в одиночному розряді.
Завершив кар'єру 1994 року.

## Фінали

### Одиночний розряд (4–2)
| Легенда (одиночний розряд) |
| Великий шлем (0–0)         |
| Tennis Masters Cup (0–0)   |
| Серія Мастерс ATP (0–0)    |
| Гран-прі / Тур ATP (4–2)   |

| Результат | W/L | Дата     | Турнір              | Покриття | Суперники        | Рахунок                 |
| --------- | --- | -------- | ------------------- | -------- | ---------------- | ----------------------- |
| Перемога  | 1–0 | Кві 1985 | Марбелья            | Ґрунт    | Лосон Данкен     | 6–0, 6–3                |
| Поразка   | 1–1 | Кві 1986 | Барі, Італія        | Ґрунт    | Кент Карлссон    | 5–7, 7–6, 5–7           |
| Поразка   | 1–2 | Жов 1988 | Сан-Паулу, Бразилія | Тверде   | Джей Бергер      | 4–6, 4–6                |
| Перемога  | 2–2 | Тра 1989 | Флоренція, Італія   | Ґрунт    | Горан Іванишевич | 6–4, 6–3                |
| Перемога  | 3–2 | Лип 1990 | Кіцбюель, Австрія   | Ґрунт    | Карел Новачек    | 6–4, 7–6(7–4), 2–6, 6–2 |
| Перемога  | 4–2 | Кві 1993 | Шарлотт, США        | Ґрунт    | Хайме Їсага      | 3–6, 6–3, 6–4           |

Source: ATP

### Парний розряд (6–5)
| Результат | W/L | Дата     | Турнір                           | Покриття | Партнер       | Суперники                           | Рахунок       |
| --------- | --- | -------- | -------------------------------- | -------- | ------------- | ----------------------------------- | ------------- |
| Поразка   | 0–1 | Лис 1987 | Буенос-Айрес, Аргентина          | Ґрунт    | Джей Бергер   | Томас Карбонелл Серхіо Касаль       | знялась       |
| Перемога  | 1–1 | Лис 1988 | Сан-Паулу, Бразилія              | Тверде   | Джей Бергер   | Рікардо Акунья Хав'єр Санчес        | 5–7, 6–4, 6–3 |
| Перемога  | 2–1 | Чер 1990 | Флоренція, Італія                | Ґрунт    | Серхі Бругера | Луїс Маттар Дієго Перес             | 3–6, 6–3, 6–4 |
| Поразка   | 2–2 | Вер 1990 | Палермо, Італія                  | Ґрунт    | Карлос Коста  | Серхіо Касаль Еміліо Санчес Вікаріо | 3–6, 4–6      |
| Перемога  | 3–2 | Кві 1991 | Барселона, Іспанія               | Ґрунт    | Дієго Наргісо | Борис Бекер Ерік Єлен               | 3–6, 7–6, 6–4 |
| Перемога  | 4–2 | Бер 1992 | Касабланка, Марокко              | Ґрунт    | Хорхе Лосано  | Гірт Дзелде Т. Дж. Міддлтон         | 2–6, 6–4, 7–6 |
| Поразка   | 4–3 | Лип 1992 | Кіцбюель, Австрія                | Ґрунт    | Войтех Флегль | Серхіо Касаль Еміліо Санчес Вікаріо | 1–6, 2–6      |
| Перемога  | 5–3 | Вер 1992 | Кельн, Німеччина                 | Ґрунт    | Ґуставо Луса  | Ронні Ботман Лібор Пімек            | 6–7, 6–0, 6–2 |
| Поразка   | 5–4 | Жов 1992 | Палермо, Італія                  | Ґрунт    | Войтех Флегль | Юган Донар Ула Юнссон               | 7–5, 3–6, 4–6 |
| Поразка   | 5–5 | Лют 1993 | Abierto Mexicano TELCEL, Мексика | Ґрунт    | Хорхе Лосано  | Леонардо Лаваль Жайме Онсінс        | 6–7, 4–6      |
| Перемога  | 6–5 | Жов 1993 | Афіни, Греція                    | Ґрунт    | Хорхе Лосано  | Ройсе Деппе Джон Салліван           | 3–6, 6–1, 6–2 |